# Écluses du Sault

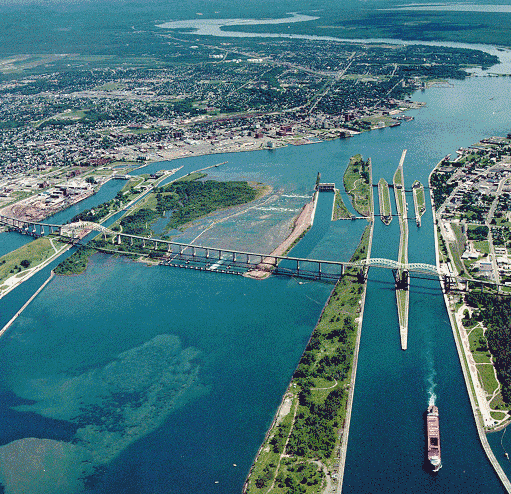
Les écluses du Sault

Les écluses du Sault (Sault Locks, ou Soo Locks en anglais) permettent aux bateaux de voyager entre le lac Supérieur et les Grands Lacs inférieurs. Ces écluses ont le trafic le plus important du monde, avec une moyenne de 12 000 bateaux par an, bien que les écluses soient fermées pendant les mois d'hiver, de janvier à mars, quand la glace arrête la navigation sur les Grands Lacs. Les mois d'hiver sont utilisés pour inspecter et entretenir les écluses.

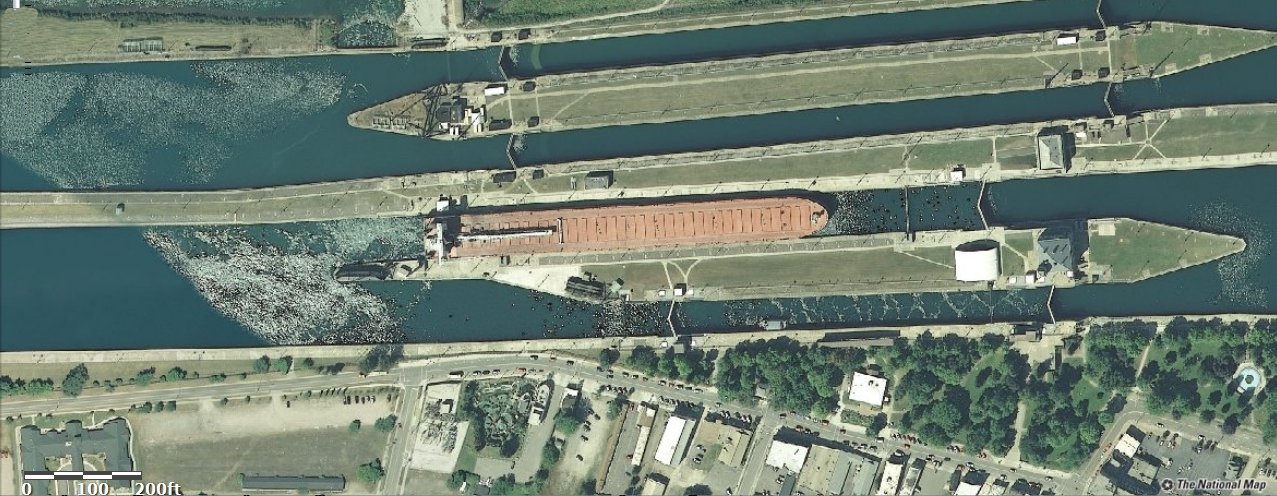
Image montrant un bateau dans les écluses.
- Vidéo montrant les écluses en action pour une période de 24 heures.